# Sand Lake
Sand Lake is een plaats (village) in de Amerikaanse staat Michigan, en valt bestuurlijk gezien onder Kent County.

## Demografie
Bij de volkstelling in 2000 werd het aantal inwoners vastgesteld op 492.
In 2006 is het aantal inwoners door het United States Census Bureau geschat op 514, een stijging van 22 (4.5%).

## Geografie
Volgens het United States Census Bureau beslaat de plaats een oppervlakte van
2,0 km², waarvan 1,9 km² land en 0,1 km² water.

## Plaatsen in de nabije omgeving
De onderstaande figuur toont nabijgelegen plaatsen in een straal van 24 km rond Sand Lake.